# Королівський аероклуб

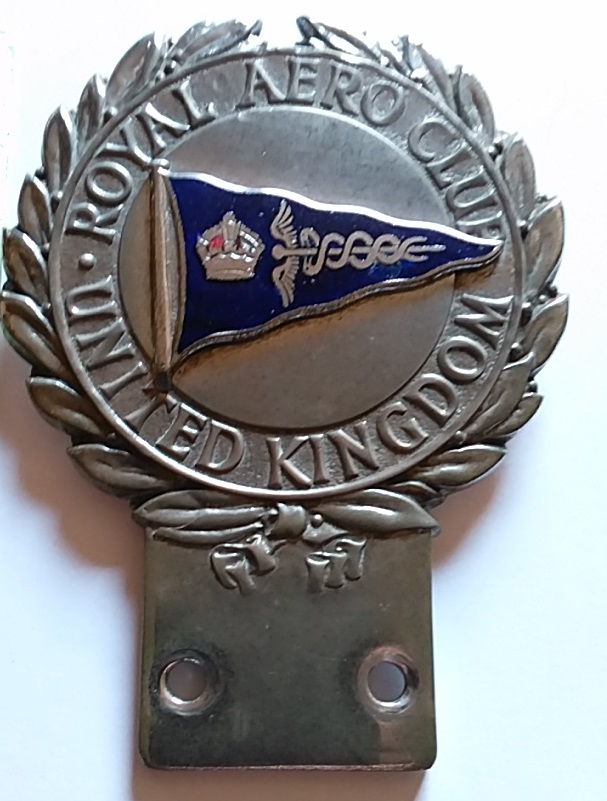
Значок для автівки з емблемою RAeC.

Королівський аероклуб (англ. Royal Aero Club, RAeC) — національна координаційна установа з авіаспорту у Сполученому Королівстві. Заснований у 1901 році під назвою Аероклуб Великої Британії (англ. Aero Club of Great Britain), назву «Королівський аероклуб» отримав у 1910 році.

## Історія
Клуб заснували у 1901 році торговець вином Френк Геджес Батлер, його донька Вера та Чарльз Роллс (один із засновників Rolls-Royce), частково надихнувшись Aéro-Club de France. Спочатку клуб більше цікавився польотами на повітряних кулях, але після демонстрації польотів на літаках, важчих за повітря, братами Райт у Франції в 1908 році, клуб також почав займатися аеропланами.
Оригінальний статут клубу оголошував, що він присвячений «заохоченню аеро- і автомобілізму та польотів на повітряних кулях як видам спорту». На момент заснування він був переважно лондонським джентльменським клубом, але поступово перейшов до більш регулюючої ролі. Клубний будинок до 1961 року знаходився на Пікаділлі, буд. 119.
15 лютого 1910 року клуб отримав префікс «Королівський». З 1910 року клуб видавав сертифікати авіаторів, які були визнані на міжнародному рівні відповідно до FAI, в якій цей клуб був представником Великої Британії. Клуб є керівним органом Великобританії для повітряних видів спорту, а також для реєстрації рекордів і проведення змагань.

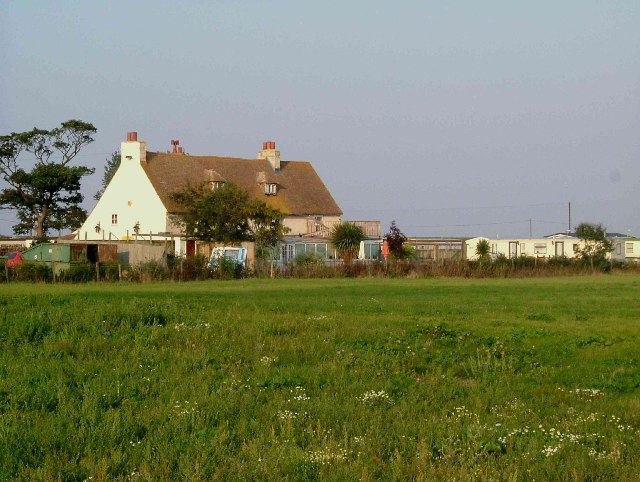
Фермерський будинок на Mussell Manor.

На початку 1909 року клуб облаштував свій перший аеродром у болотистій місцевості Шеллбіч поблизу села Лейсдаун на острові Шеппі. Аеродром було розташовано на місцевій фермі Mussell Manor (в наші дні вона називається Muswell Manor), де члени клубу могли побудувати власні ангари для розміщення своїх літаків.
Одними з перших на аеродромі стали брати Шорт. Двоє з них, Юстас і Освальд, раніше виготовляли повітряні кулі для аероклубу і були призначені його офіційними інженерами. До будівнитва свого літака вони також залучили старшого брата, Горація. Вони отримали ліцензію на виготовлення копій літака Wright Model A і встановили першу лінію з виробництва літаків у Лейсдауні.
1 травня 1909 року Джон Мур-Брабазон (пізніше барон Брабазон Тарський) здійснив у Шеллбіч політ на 500 м на своєму біплані Voisin. Це офіційно визнано першим польотом британського пілота в Британії (Семюел Франклін Коді, що здійснив перший політ у Британії, був американцем).
Того ж тижня льотний майданчик аероклубу в Шеллбіч відвідали брати Райт. Після огляду фабрики братів Шортів вони сфотографувалися з усіма ранніми піонерами британської авіації на згадку про свій візит до Британії.
У жовтні 1909 року клуб провів Блекпульський авіаційний тиждень, який відтак став першим офіційним авіашоу в Великій Британії.
30 жовтня Мур-Брабазон став першим, хто подолав відстань в одну милю (літаючи по замкнутому колу) на британському літаку, біплані Шортів № 2, вигравши приз у розмірі 1000 фунтів стерлінгів від газети Daily Mail. 4 листопада 1909 року він жартома взяв у собою в політ порося, якого назвав Ікар Другий (Icarus the Second), відсилаючи до англійської приказки «When pigs fly» (означає щось до фантастичності нейздісненне, віддалено подібне до «Коли рак на горі свисне»).
Наступного року клуб переїхав до сусіднього села Істчерч, де Королівський флот створив свою льотну школу.
До 1911 року Збройні сили Великої Британії не мали власних засобів для підготовки пілотів. Як наслідок, більшість перших військових пілотів проходили навчання у членів клубу, і багато з них самі стали його членами. До кінця Першої світової війни від RAeC отримали посвідчення авіатора більше 6300 військових льотчиків.
У 1961 році штаб-квартира Аероклубу переїхала з Пікаділлі до Клубу Ленсдаун на Фіцморіс-Плейс, буд. 9, де розміщувалася до 1968. Потім він на короткий час переїхав до сучасної будівлі Клубу Джуніор Карлтон на Пелл-Мелл, 94. У червні 1973 року клуб об'єднався з клубом для старших офіцерів британської армії та флоту «United Service» і переїхав до його приміщення за адресою Пелл-Мелл, 116.
Усю діяльність клубу, пов'язану з авіацією, після цього було передано Авіаційній раді, зареєстрованій під назвою «Aviation Council (United Service and Royal Aero Club) Ltd» 15 лютого 1973 року. У червні 1975 року «United Service» та Королівський аероклуб об'єдналися з Військово-морським і військовим клубом, а 1 серпня 1975 Королівський аероклуб Сполученого Королівства був заснований офіційно та отримав усі свої нагороди, бібліотеку та пам'ятні речі й зайняв місце в Авіаційні йраді.
До 1977 року клуб припинив бути членським клубом, але продовжував виконувати функції, які раніше виконувала його Авіаційна Рада, а його Секретаріат базувався в приміщенні Лестерської філії Британської асоціації планерного спорту.
Сьогодні Королівський аероклуб продовжує залишатися національним керівним і координаційним органом для спортивних і розважальних польотів. Усі керівні органи різних видів спортивної авіації (наприклад, Британська аеробатична асоціація) є членами Королівського аероклубу. Також клуб підтримує та захищає права пілотів-любителів у контексті національного та міжнародного регулювання.